# 시집살이
《시집살이》는 한국에서 제작된 장황연 감독의 1958년 영화이다. 조항 등이 주연으로 출연하였고 장황연 등이 제작에 참여하였다.

## 출연

### 주연
- 조항
- 김근자
- 김웅

## 기타
- 조명: 이한찬
- 녹음: 이경순
- 미술: 갈이준